# Rodrigo Martínez
Rodrigo Martínez (in latino Rudericus Martini; ... – 1138) è stato un politico e militare spagnolo originario della regione di León.

## Biografia
Importante feudatario e cortigiano, ricoprì ruoli di primo piano sia in ambito civile, come governatore e diplomatico, che in ambito militare. Il medievalista britannico Simon Barton lo descrisse come il personaggio più potente della regione di Tierra de Campos, nonché come una delle figure di maggior prestigio della corte di Alfonso VII di León tra il 1127 ed il 1138. Rodrigo era un esponente della famiglia Flagínez (anche nota come Flaínez), tra le più influenti dell'aristocrazia del regno.
Rodrigo era il figlio maggiore del conte Martín Flaínez e della consorte di questi Sancha Fernández. Martín donò denaro e vari possedimenti al monastero di Santa Eugenia di Cordovilla affinché i monaci compissero sul giovane Rodrigo un esorcismo, che ebbe successo. Strettamente legati a Rodrigo furono i suoi fratelli Pedro e Osorio Martínez. I tre fratelli Martínez morirono tutti sul campo di battaglia. Rodrigo morì durante l'assalto alla città Coria (all'epoca possedimento degli Almoravidi) condotto da Alfonso VII.

## Amministratore e diplomatico per conto della Corona

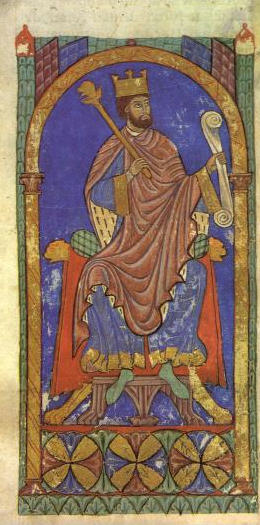
Alfonso VII di León

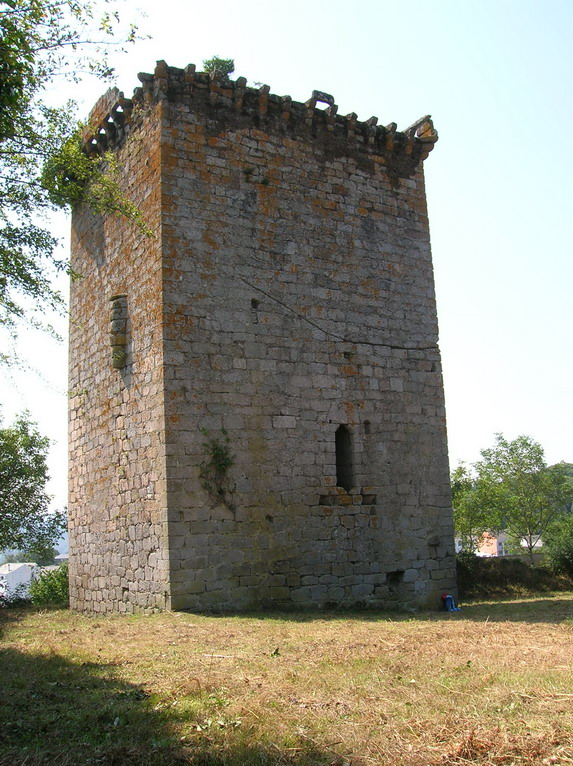
Dongione del castello di Castroverde, uno dei primi possedimenti di Rodrigo

La prima menzione di Rodrigo in relazione ad un incarico pubblico risale al primo maggio del 1110. Nel 1117 lo troviamo quale governatore della tenenza di Castroverde. Tra il 1117 ed il 1136 governò la tenenza di Velilla de Valderaduey. Tra il 1125 ed il 1137 governò contemporaneamente anche la tenenza di Aguilar de Campoo. In seguito alla morte della regina Urraca (avvenuta l'8 marzo del 1126) il suo erede Alfonso prese formalmente possesso della cittadella di León (Torres de León) ed in quella circostanza Rodrigo si recò a rendergli omaggio assieme ad altri nobili leonesi. Nel 1134 governò Mayorga e nel 1135 contemporaneamente le tenenze di Atienza e Medina del Campo. Nel 1137 ottenne il governo di Calahorra (tale attribuzione viene erroneamente menzionata in un documento dell'epoca come avvenuta nel 1140). Tra il 1136–37 Rodrigo ottenne il governo della Tierra de Campos. Sembra inoltre che abbia governato per un periodo Grajal de Campos, giacché un documento del 1152 lo menziona assieme a Ramiro Fróilaz con il titolo di apoderados di Grajal. Tra il 1126 ed il 1138 fu inoltre governatore della cittadella di León per conto della Corona. Tra il 1120 ed il 1126 ebbe la tenenza di Melgar de Arriba (attribuzione incerta, derivante da una possibile confusione con Melgar de Fernamental). Si ipotizza che nel 1126 ebbe brevemente anche il controllo di Somoza, sebbene l'unico documento che menzioni tale attribuzione non sia del tutto attendibile. Dal 1123 al 1136 governò Villalobos. Dal 1132 sino alla sua scomparsa governò Zamora.
Verso al fine del 1128 Rodrigo risultava aver ottenuto un rango comitale. Nel 1129 risulta che Rodrigo avesse quale suo mayordomo un certo Pedro Manga, il quale successivamente venne investito delle tenenze di Luna e Valencia de Don Juan. Nel 1131 risulta da fonti documentali che un certo Fernando Menéndez fosse il vicario di Rodrigo a Zamora.
Nel 1133 Rodrigo Martínez e Gutierre Fernández de Castro guidarono un'ambasceria a Rueda de Jalón (Rota) per negoziare con il sovrano musulmano Áhmad al-Mustánsir Sayf al-Dawla (Zafadola). Le fonti riferiscono che: «Lo ricevettero in maniera onorevole e furono ricambiati con meravigliosi doni». Accompagnarono Sayf a León per consentirgli di incontrare Alfonso VII. Rodrigo ottenne nel giugno-luglio del 1135 una ricca ricompensa dal monarca per la sua fedeltà, consistente in diverse terre confiscate al ribelle asturiano Gonzalo Peláez. Tra il 1135 ed il 1137 Rodrigo acquistò diverse terre a Castrillo.

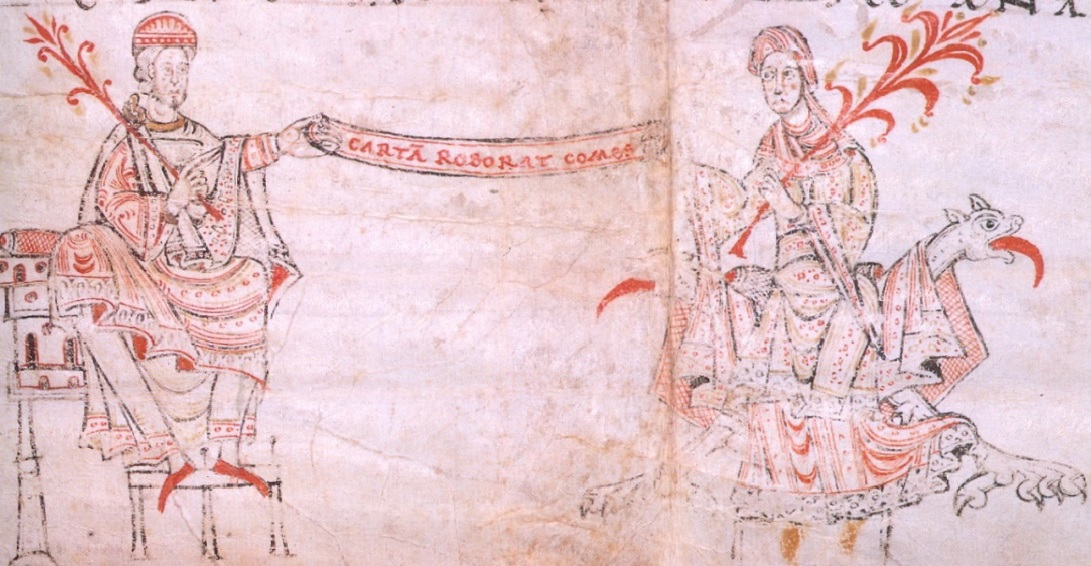
Raffigurazione di Rodrigo Martínez e di sua moglie Urraca Fernández contenuta nell'atto di donazione (carta de arras) stipulato in occasione della conclusione del contratto di matrimonio

## Vita privata: matrimonio, donazioni e possedimenti

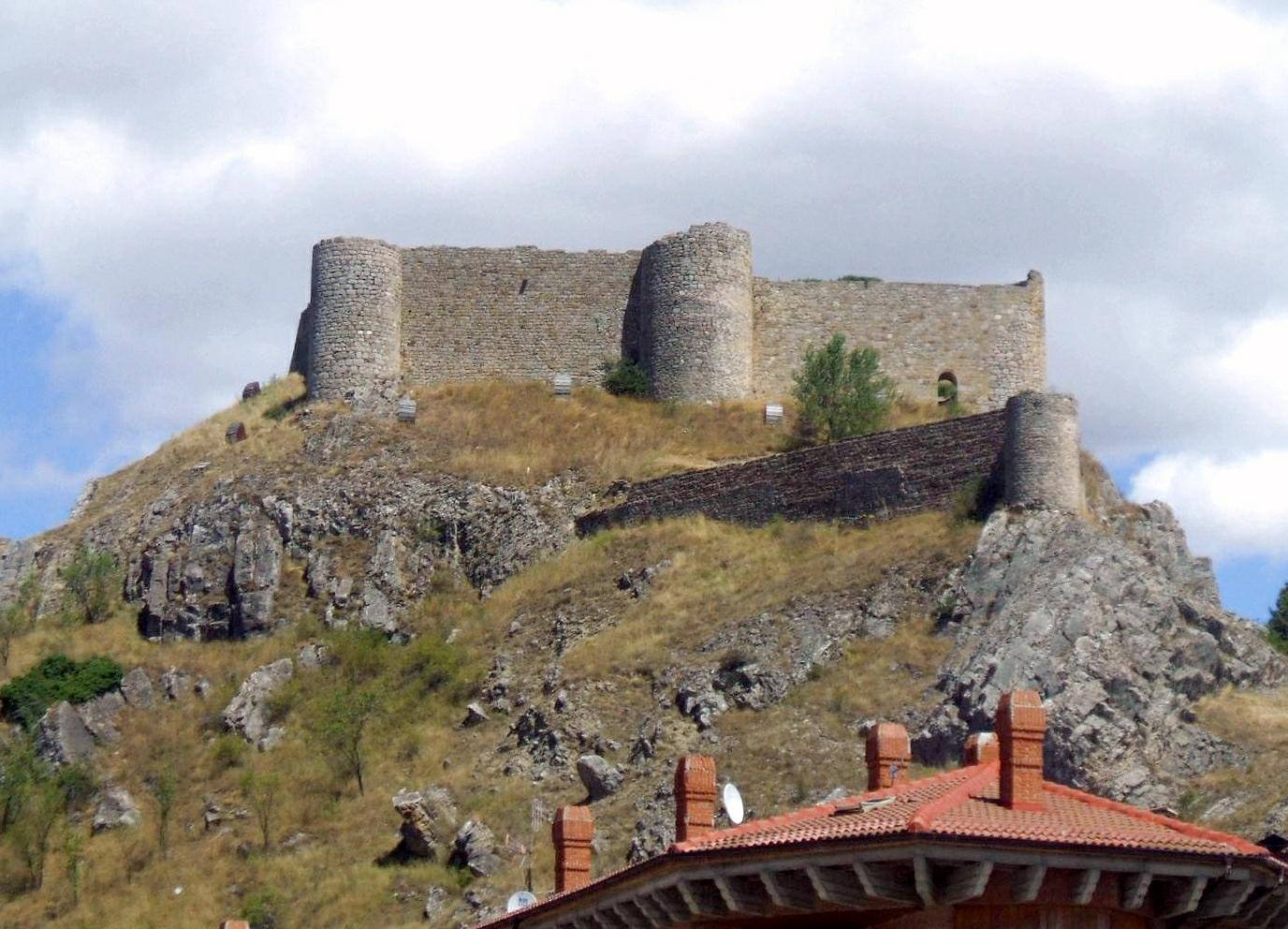
Il castello di Aguilar de Campoo, uno dei possedimenti più importanti di Rodrigo

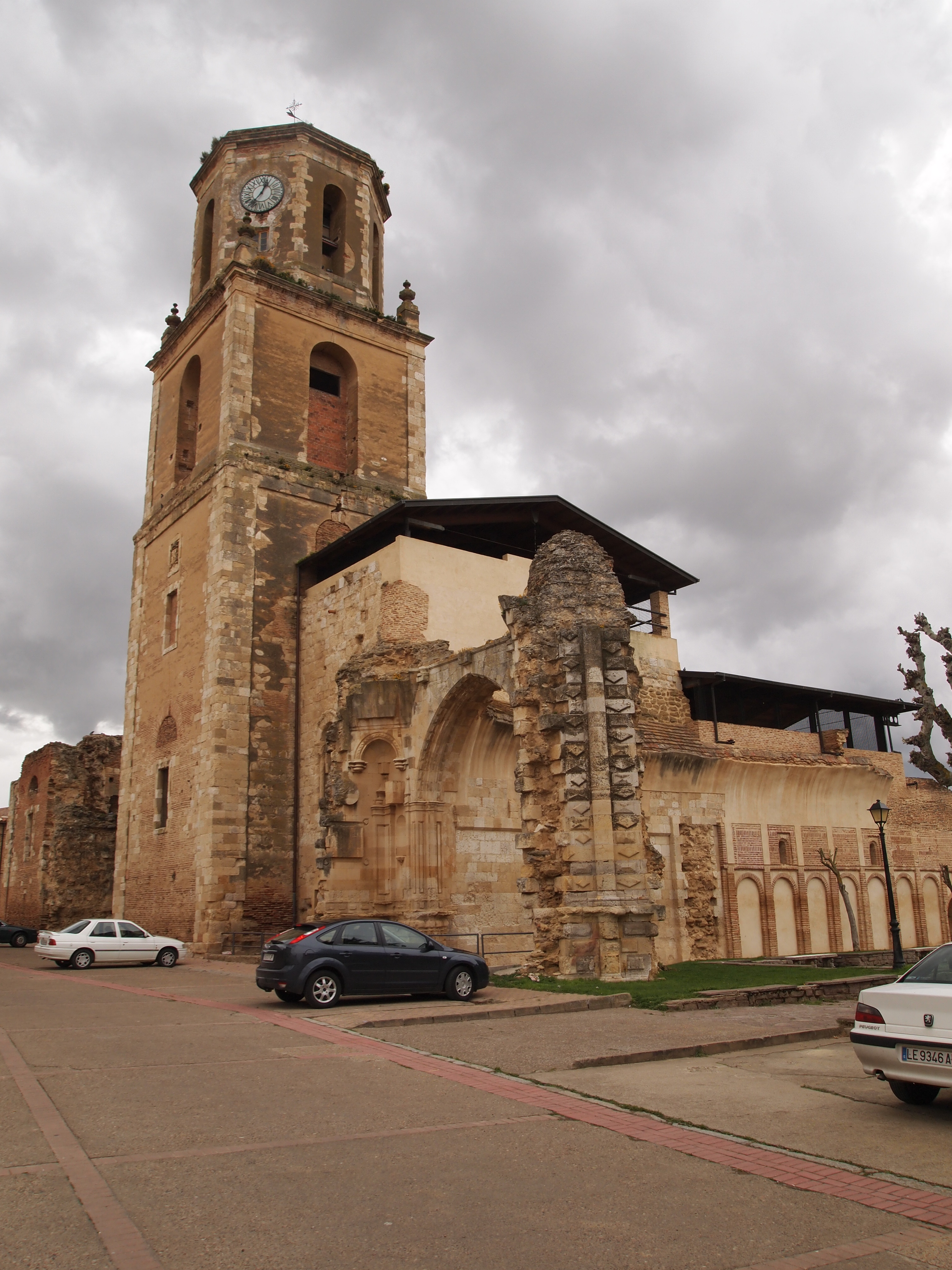
Le rovine del monastero benedettino di Sahagún

Il 7 ottobre del 1123 Rodrigo compì una donazione a beneficio del monastero benedettino di Sahagún. Il primo luglio del 1131 Rodrigo donò una sua proprietà terriera situata a Oteruelo de la Valdoncina a Gonzalo Alfonso e Teresa Peláez. Tra il 1130 ed il 1132 ebbe una disputa con Arias II, vescovo di León, concernente un terreno posseduto da un certo Pedro Peláez. Il 29 marzo del 1133 Alfonso VII garantì l'immunità (in latino cautum, coto in spagnolo) al possedimento feudale di Castellanos del quale Rodrigo era titolare. Questo riconoscimento diede a Rodrigo il diritto di riscuotere tasse, di amministrare la giustizia, di chiamare alle armi i residenti di sesso maschile nonché di escludere da quel territorio l'ingresso agli ufficiali regi quali il merino ed il sayón.
Rodrigo sposò Urraca Fernández, figlia di Fernando Garcés de Hita e Estefanía Armengol. Il matrimonio venne combinato quando Urraca aveva circa dieci anni di età e contestualmente (21 novembre del 1129) Rodrigo le assegnò un appannaggio consistente in undici villaggi nella regione di Tierra de Campos. Il capitolo della donazione, denominato carta de arras, relativo a questo atto è conservato negli archivi di Valladolid. Nel documento Rodrigo fa riferimento ad Urraca come Fernandi Garcie et infantisse domine Stephanie filie, "figlia di Fernando Garcés e dell'infantissa Doña Estefanía."

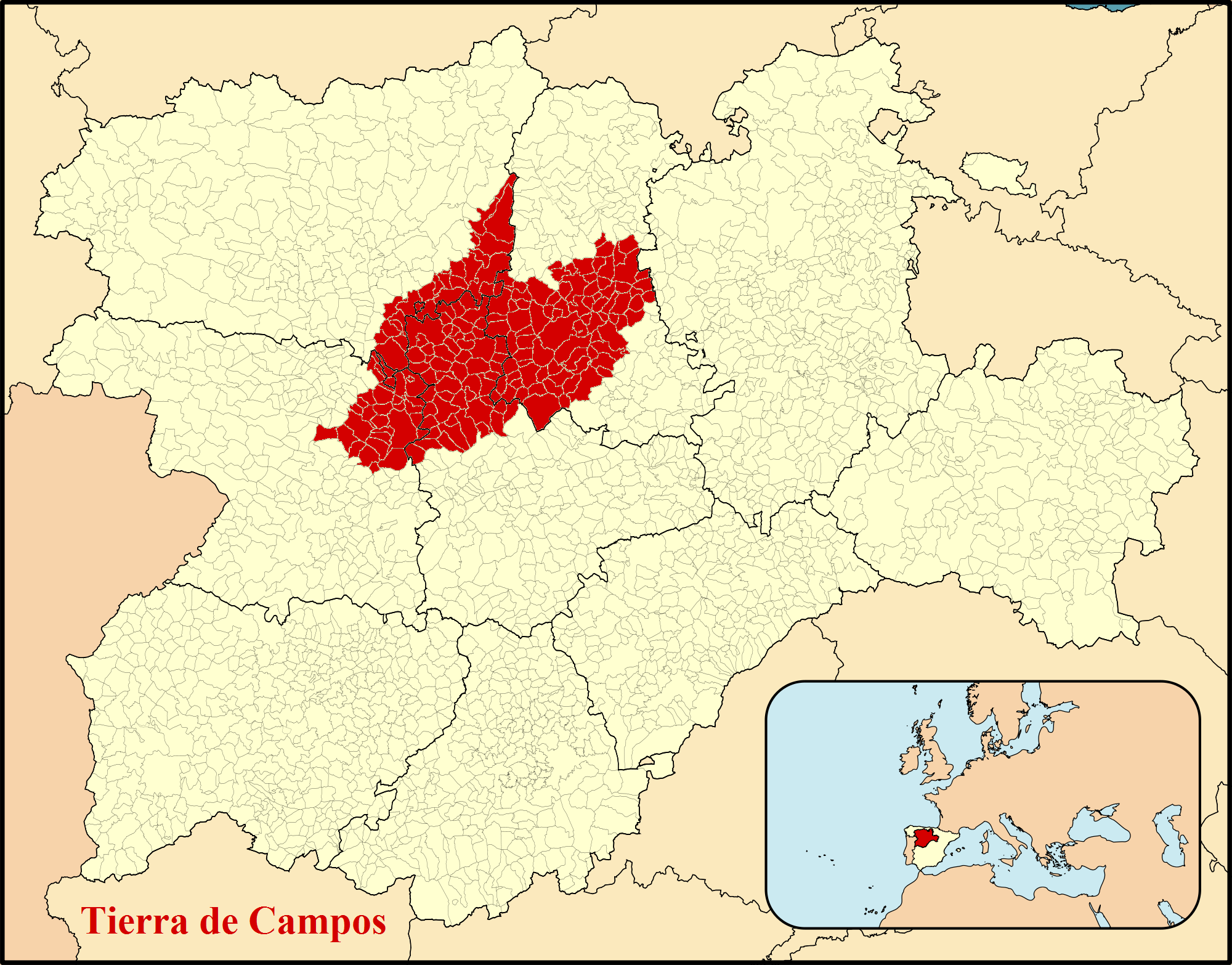
Il territorio di Tierra de Campos nella regione di Castiglia e León

Non risulta che Urraca e Rodrigo ebbero dei figli. Nondimeno la coppia fu molto attiva nell'acquisizione di possededimenti feudali nella regione di Tierra de Campos (de Carrione usque in Legionem et Cemorem et per totos Campos). Queste acquisizioni ricaddero nei possedimenti regi di Alfonso VII dopo la morte di Rodrigo. Il 21 gennaio del 1139 l'imperatore concesse Amusco e la terra di Vertavillo ad Urraca in cambio di Manganeses de la Lampreana e di tutte le altre acquisizioni territoriali da lei fatte con il marito Rodrigo Martínez (totis illis comparationibus et gananzes, quas fecit cum marito suo Roderico Martinez). Sembra che successivamente alla morte di Rodrigo Urraca intrattenne una relazione con Alfonso VII, dalla quale sarebbe nata una figlia, Estefanía, che avrebbe sposato Fernando Rodríguez de Castro. Le acquisizioni di Alfonso potrebbero essere state condotte con l'intento di provvedere per questa figlia. Urraca compare in diversi documenti di vendita e transazioni con Alfonso avute luogo tra il 1139 ed il 1148.

## Attività militari e morte

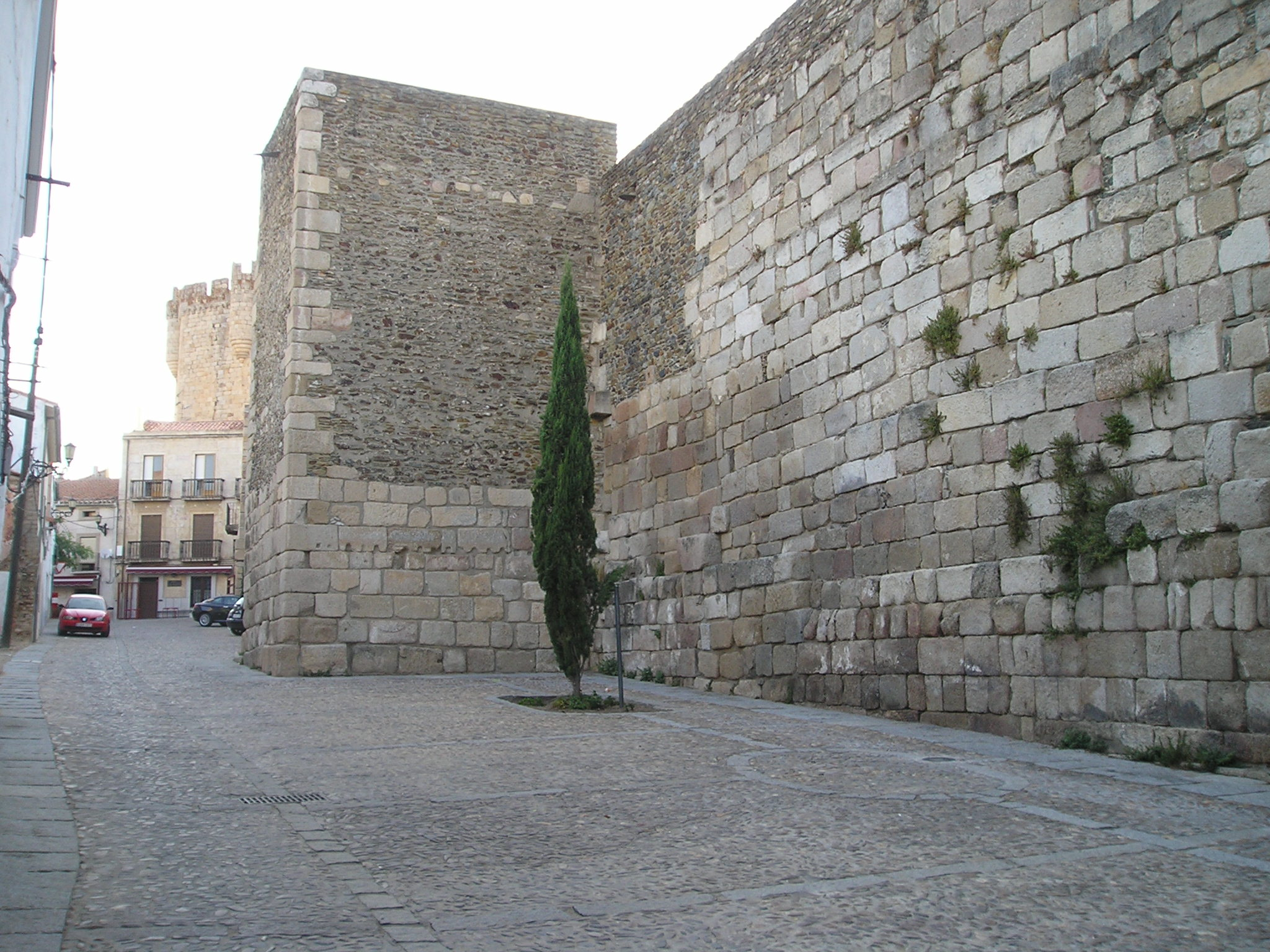
Le mura di Coria

Durante la ribellione del 1130 guidata dai fratelli González de Lara, Pedro e Rodrigo, e dal loro parente Beltrán de Risnel, Alfonso VII ordinò a Rodrigo e Osorio Martínez di attaccare Pedro Díaz (noto per essere stato il padre di Gontrodo Pérez), un sostenitore dei ribelli, asserragliato nel suo castello di Valle. Secondo la Chronica Adefonsi, Rodrigo e Osorio circondarono il castello e inviarono messaggi ad Alfonso riferendogli degli insulti ricevuti dalla guarnigione in seguito ai loro ripetuti inefficaci assalti. In un secondo momento Alfonso giunse sul posto con il suo esercito, conquistando il castello che in seguito venne raso al suolo. Secondo le fonti Pedro Díaz, dopo essersi arreso ad Alfonso, lo implorò di non consegnarlo a Rodrigo. Rodrigo viene menzionato nella Chronica per il pessimo trattamento inflitto ai prigionieri. Ubbidendo agli ordini del capo ribelle Jimeno Íñiguez (nipote di Pedro e Rodrigo González de Lara), la città di Coyanza si arrese al re per evitare di cadere nelle mani di Rodrigo.
Rodrigo morì nell'assedio di Coria, dove si trovava con il suo seguito di cavalieri (mesnada), nel luglio del 1138. L'assedio era la fase finale di una razzia estiva condotta in profondità nei territori di al-Andalus. Tale spedizione militare era iniziata a maggio sotto il comando di Alfonso, Rodrigo Martínez, e Rodrigo Fernández de Castro. Rodrigo Martínez morì nel corso dell'assalto alle mura della città, come descritto nella Chronica Adefonsi.
In seguito alla morte di Rodrigo l'assedio venne tolto il giorno successivo. La salma di Rodrigo venne immediatamente condotta nel luogo di sepoltura a León dal fratello Osorio, accompagnato dal suo contingente militare e da quello del fratello. Rodrigo venne sepolto nella tomba di famiglia accanto ai propri genitori, in una chiesa nei presi della Cattedrale di Santa María, probabilmente nel monastero di San Pedro de los Huertos, che i suoi genitori avevano ricevuto con concessione reale da Urraca di Zamora ed Elvira di Toro nel 1099. Osorio succedette a Rodrigo come conte, ricevendo le sue tenenze di Aguilar, Campos, León, e Zamora.